# Elsie Mackay
Pour les articles homonymes, voir Elsie Mackay (homonymie).
Elsie Mackay (21 août 1893 - 13 mars 1928) est une actrice britannique, jockey, décoratrice d'intérieur et pionnière de l'aviation, morte en tentant de traverser l'océan Atlantique avec Walter G. R. Hinchliffe (en) dans un monomoteur Stinson Detroiter (en). Son nom de scène est Poppy Wyndham.

## Biographie
Elsie Mackay naît le 21 août 1893 à Simla, au Bengale-Occidental, en Inde, fille de Jean Paterson Shanks et de James Mackay, 1er comte d'Inchcape, administrateur colonial devenu président de la Peninsular and Oriental Steam Navigation Company. Son père est aussi président de la chambre de commerce du Bengale, membre du conseil législatif du gouverneur général des Indes et membre du conseil du secrétaire d'État à l'Inde.
Elle aurait été déshéritée par sa famille après s'être enfuie avec l'acteur Dennis Wyndham (en) pour l'épouser le 23 mai 1917. Le mariage est annulé en 1922. Elle apparaît sur scène et à l'écran sous le nom de Poppy Wyndham de 1919 à 1921.
Elle est la première femme jockey en Angleterre et, au cours de sa courte carrière, remporte une douzaine de victoires.

## Filmographie
Elle apparaît au cinéma dans :
- A Great Coup (en) (1919) : Kate Hampton
- Snow in the Desert (en) (1919)
- Many a Slip (1919) : la fille
- A Dead Certainty (en) (1920) : Pat Stone
- The Town of Crooked Ways (en) (1920) : Queenie Clay
- The Tidal Wave (en) (1920) : Carmen Hale / Columbine
- A Son of David (en) (1920) : Esther Raphael

## Design
Après l'annulation de son mariage, elle revient dans sa famille et entame une carrière de décoratrice d'intérieur, créant des intérieurs somptueux, des salles d'apparat et des espaces publics pour la compagnie maritime de son père, la Peninsular and Oriental Steam Navigation Company (P&O). En 1923, elle lance le RMS Maloja, et conçoit une grande partie des intérieurs des quatre navires de la classe P&O "R" de 1925 : Rawalpindi, Ranchi, Ranpura et Rajputana, ainsi que le Viceroy of India en 1927.

## Aviatrice
En 1923, elle commence à piloter, ayant obtenu sa licence de pilote à l'école de pilotage De Havilland, elle est probablement la deuxième femme depuis la Première Guerre mondiale après « Mme Atkey », à avoir acheté un avion, et est déterminée à être la première femme pilote à franchir l'Atlantique. Elle passe pour être à son époque un modèle pour les femmes, arborant un regard sombre, des manières élégantes, des bijoux et une apparence vestimentaire soignée. Elle est connue pour conduire sa Rolls-Royce à grande vitesse et on a l'habitude de la voir voler dans son biplan Avro au-dessus du South Ayrshire et du Wigtownshire. Elle effectue un jour un « outside loop », la plus dangereuse de toutes les cascades aériennes, avec ECD Herne comme pilote. Au cours de la manœuvre, sa sangle de sécurité se rompt mais elle s'accroche aux entretoises tandis que son corps se balance à l'extérieur de l'avion. Elle est l'une des premières femmes en Grande-Bretagne à obtenir sa licence de pilote du Royal Aero Club et est élue au comité consultatif des pilotes de la British Empire Air League.

## Vol transatlantique

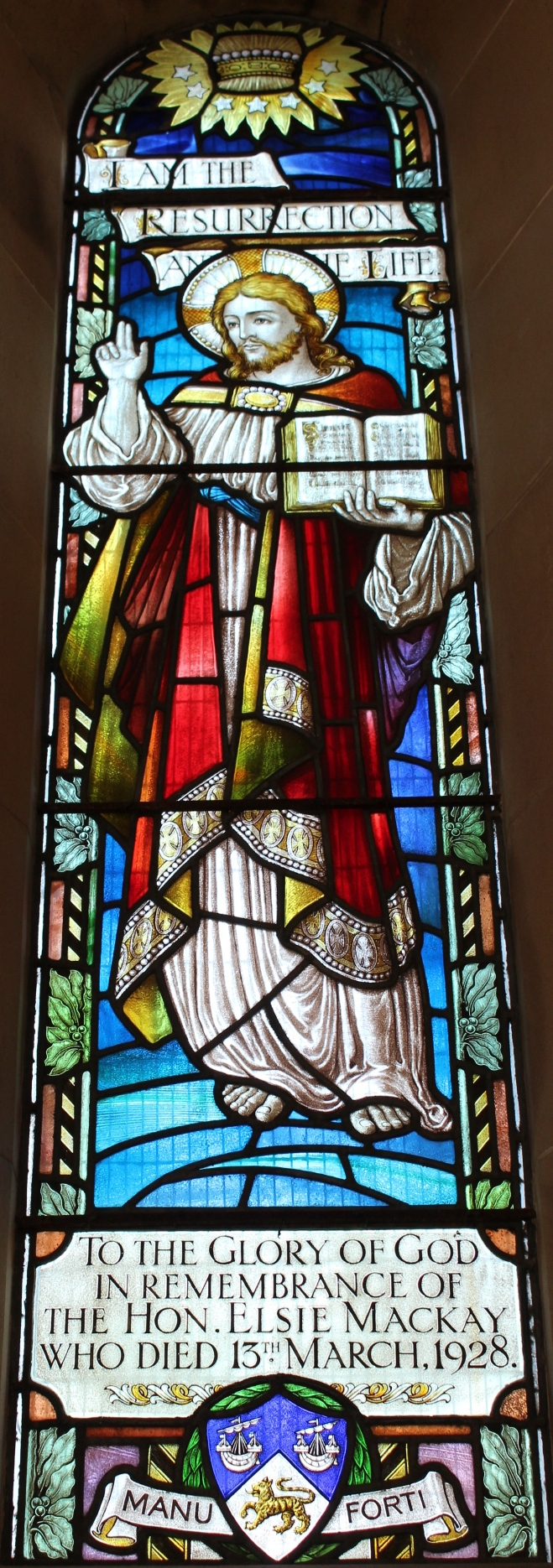
Vitrail en souvenir d'Elsie Mackay à l'église Glenapp.

Pour réaliser son ambition transatlantique, elle fait l'acquisition d'un Stinson Detroiter (en), après avoir été impressionnée par ce modèle d'avion lors de la tentative transatlantique avortée de Ruth Elder en 1927. L'appareil est expédié des États-Unis vers la Grande-Bretagne et livré au circuit de Brooklands, à l'époque aussi utilisé comme aérodrome. Elle le baptise nommé Endeavour. C'est un monoplan aux ailes dorées et au fuselage noir, propulsé par un Wright Whirlwind J-6-9 (R-975), un neuf cylindres de 300 chevaux, atteignant une vitesse de 135 km/h.
Début mars 1928, le Daily Express découvre que le capitaine Hinchliffe (en) et Mackay se préparent pour un vol transatlantique et effectuent des essais à RAF Cranwell. L'histoire est ensuite tue car Mackay menace d'une action en justice, car elle a l'intention de partir en secret pendant que son père est en Égypte, ayant promis à sa famille qu'elle ne tenterait pas ce survol.
Le 13 mars 1928 à 8 h 35, Endeavour décolle de RAF Cranwell, Lincolnshire, en faisant un minimum de bruit car Hinchliffe n'a dit qu'à deux amis qu'il partait et Elsie s'est enregistrée sous le nom d'emprunt de Gordon Sinclair. Environ cinq heures plus tard, à 13 h 30, le gardien du phare de Mizen Head sur la côte sud-ouest de Cork, en Irlande, observe le monoplan au-dessus du village de Crookhaven. Un bateau à vapeur français rapporte plus tard les avoir vus sur le trajet prévu, mais on n'a ensuite plus de nouvelles. Une foule de 5 000 personnes les aurait attendus à Mitchel Field, Long Island. En décembre 1928, huit mois plus tard, une pièce de train d'atterrissage identifiable (une roue porte un numéro de série) s'échoue dans le nord-ouest de l'Irlande.

## Commémoration
Elsie Mackay est commémorée par un vitrail dans le chœur de l'église Glenapp dans la paroisse de Ballantrae, Ayrshire (où son père possédait le domaine Glenapp). Les rhododendrons, maintenant un peu envahis par la végétation, dessinent le nom « Elsie » de l'autre côté du vallon (55°01′44″N 5°00′50″W / 55.0288°N 5.014°W). Une rue porte son nom à Gander, Terre-Neuve-et-Labrador. Son héritier financier est le Fonds Elsie Mackay, une fiducie de 500 000 £ léguée par son père et cédée à la nation britannique le 12 décembre 1928, pour une durée de 50 ans et qui est utilisée pour aider à rembourser la dette publique.